# Lathys maura
Lathys maura är en spindelart som först beskrevs av Simon 1910.  Lathys maura ingår i släktet Lathys och familjen kardarspindlar.
Artens utbredningsområde är Algeriet. Inga underarter finns listade i Catalogue of Life.